# Odpowiedź pierwotna
Pierwotna odpowiedź immunologiczna – odpowiedź immunologiczna występująca po pierwszym kontakcie z antygenem w ciągu 3-14 dni. Odpowiedź ta po kilku tygodniach wygasa. Powtórne zetknięcie z tym samym antygenem wywołuje wtórną odpowiedź immunologiczną o wiele szybszą i silniejszą niż pierwotna. Jest to możliwe dzięki komórkom pamięci, które pozostają w organizmie przez wiele lat i w razie potrzeby potrafią szybko uruchomić reakcje obronne na ponowne zetknięcie z antygenem.

Przeczytaj ostrzeżenie dotyczące informacji medycznych i pokrewnych zamieszczonych w Wikipedii.